# 丁 (天干)
丁，天干的第四位。其在方位上指西南偏南方（195°），五行屬火，陰陽属陰。天干亦可表示植物的生長週期，丁指植物的长势犹处于青春期，成长壮实。

## 含丁的干支
- 丁卯
- 丁丑
- 丁亥
- 丁酉
- 丁未
- 丁巳